# Karen Strong
Karen Strong-Hearth (Toronto, 23 de septiembre de 1953) es una deportista canadiense que compitió en ciclismo en la modalidad de pista, especialista en la prueba de persecución individual.
Ganó dos medallas en el Campeonato Mundial de Ciclismo en Pista, plata en 1980 y bronce en 1977.

## Medallero internacional
| Campeonato Mundial | Campeonato Mundial        | Campeonato Mundial | Campeonato Mundial     |
| Año                | Lugar                     | Medalla            | Competición            |
| ------------------ | ------------------------- | ------------------ | ---------------------- |
| 1977               | San Cristóbal (Venezuela) | Medalla de bronce  | Persecución individual |
| 1980               | Besanzón (Francia)        | Medalla de plata   | Persecución individual |